# Tanja Stroschneider
Tanja Stroschneiderová (* 27. června 1990, Vídeň) je rakouská triatlonistka a vicemistryně Rakouska v triatlonovém sprintu (2021).

## Kariéra
Tanja Stroschneiderová byla aktivní plavkyní v letech 1994 až 2004. Triatlonu se věnuje od roku 2004 a od roku 2006 jako profesionálka.
V roce 2009 skončila s rakouským juniorským týmem třetí na mistrovství Evropy v triatlonu. V srpnu 2011 vyhrála rakouské mistrovství v triatlonu na sprintové trati. V červnu 2012 se Tanja Stroschneiderová stala mistryní Rakouska v kategorii U23 v triatlonovém sprintu.
V červenci 2020 skončila 31letá Stroschneiderová na státním mistrovství v triatlonu na sprintové trati v Mostimanu na čtvrtém místě. V srpnu 2021 se na triatlonovém závodě v Ausee umístila na druhém místě v triatlonovém sprintu.

## Sportovní úspěchy
| Datum/rok         | Umístění | Závod                                                              | Místo konání       | Čas      | Poznámka |
| ----------------- | -------- | ------------------------------------------------------------------ | ------------------ | -------- | --- |
| 23. dubna 2022    | 6        | ATU Africa Triathlon Cup                                           | Swakopmund         | 01:06:34 | za tehdejší německou šampionkou Annikou Kochovou.                                                                                        |
| 15. srpna 2021    | 2        | ÖTRV Mistrovství Rakouska v triatlonu na sprintové trati           | Blindenmarkt       | 01:02:41 | Mistrovství republiky v triatlonu na sprintové trati v Ausee Triathlon                                                                   |
| 18. července 2021 | 30       | ETU Triathlon European Cup                                         | Tiszaujvaros       | 01:04:32 | |
| 15. května 2021   | 44       | ETU Triathlon European Cup                                         | Caorle             | 01:03:53 | |
| 25. července 2020 | 4        | ÖTRV Mistrovství Rakouska v triatlonu na sprintové trati           | Wallsee-Sindelburg | 01:03:00 | Státní mistrovství v triatlonu na sprintové trati na Mostiman Triathlon                                                                  |
| 4. srpna 2019     | 1        | Traismauer Triathlon                                               | Traismauer         |          | Olympijská distance |
| 10. února 2019    | 51       | ITU Triathlon World Cup                                            | Kapské město       | 01:04:40 | |
| 10. září 2017     | 1        | Vienna City Triathlon                                              | Vídeň              |          | Sprint (0,78 km plavání, 22,6 km na kole a 5 km běhu).                                                                                   |
| 3. června 2012    | 1        | ÖTRV Mistrovství Rakouska v triatlonu na sprintové trati do 23 let | Pörtschach         |          | Mistryně republiky U23 v triatlonu na sprinterské trati                                                                                  |
| 27. srpna 2011    | 1        | Austria-Triathlon                                                  | Podersdorf         |          | Vítězka sprintu |
| 2. července 2009  | 3        | ETU Triathlon European Championship Junior Mixed Relay             | Rijssen-Holten     |          | V závodě smíšených družstev juniorů na mistrovství Evropy v triatlonu s Lisou Perterer, Aloisem Knablem a Andreasem Kopeinigem.Schwimmen |